# Oostzaan
Oostzaan – miejscowość i gmina w Holandii w prowincji Holandia Północna. Gmina liczy 9243 mieszkańców (2007) i zajmuje powierzchnię 16,69 km².
Z Oostzaan pochodzi Anne Buijs, holenderska siatkarka.